# Mary Howard Fitzroy
Mary Howard (1513 - 7 de diciembre de 1557) fue la única nuera del rey Enrique VIII de Inglaterra, ya que era la esposa de su único hijo ilegítimo reconocido, Henry Fitzroy, primer duque de Richmond y Somerset.

## Biografía
Fue la segunda hija de Thomas Howard, III duque de Norfolk: un miembro de la familia ambicioso. En el momento de su nacimiento, su padre era el segundo más alto en la nobleza, su abuelo materno, Edward Stafford, 3.er Duque de Buckingham, la más antigua. Después de la ejecución de Buckingham en 1521, su padre fue uno de los dos duques en el reino, (el otro es Charles Brandon -esposo de María Tudor, duquesa de Suffolk-, duque de Suffolk). Esto cambió en 1525 con Enrique VIII Henry elevó a Fitzroy, a sus seis años, hijo ilegítimo de Elizabeth Blount y el propio rey inglés, al ducado de Richmond y Somerset.
Cuando en 1529 Thomas Wolsey fue acusado de traición, cayó en desgracia el mando pasó a Thomas Howard. Al mismo tiempo surgió la idea, probablemente del Rey o de Ana Bolena, de que Fitzroy se casara con su hija. Cuatro años más tarde, en noviembre de 1533, concluyeron las negociaciones y Mary, que entonces tenía catorce o quince años, y Fitzroy, que tenía tan sólo quince, se casaron.

## Matrimonio conHenry Fitzroy

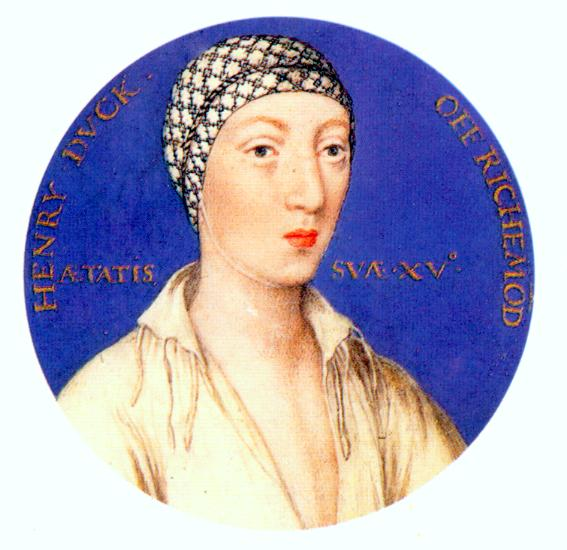
Henry Fitzroy Duque de Richmond

El duque se casó con Lady Mary Howard, única hija del Duque de Norfolk, el 28 de noviembre de 1533, y prima, por tanto, de las reinas Ana Bolena y Catalina Howard, estas últimas casadas sucesivamente con el rey Enrique VIII, padre del duque. Aunque la tradición dice que Ana Bolena era hostil a este matrimonio hoy se sabe que fue ella quien organizó el matrimonio entre su prima y el hijo ilegítimo del Rey. Por tanto, la familia Howard estaba más cerca (en favores y en familia) al rey.
El partido fue un triunfo para la familia Bolena como María era un antiguo miembro de la casa de la reina, y un firme defensor de la reforma. También fue un partido muy ventajoso para María como no había heredero varón legítimo al trono se vio al duque en su momento como un posible rey. Sin embargo, el matrimonio no iba a durar como Fitzroy murió de tuberculosis en tres años. Él apenas había cumplido los diecisiete años.
Temiendo que la actividad sexual es lo que aceleró la muerte de su hermano mayor, Arturo, el rey ordenó a la pareja a no consumar su matrimonio, lo que probablemente no fue obedecido. Como resultado, la duquesa no se le permitió mantener una gran cantidad de tierra que habría sido su derecho como viuda: el rey insistió, sin consumación no fue un matrimonio real.

## Carrera
Permaneció en la corte, estrechamente asociado con la sobrina del rey, Margarita Douglas, y una de sus amantes, Marie Shelton. En 1539, Margaret Douglas y la duquesa fueron designados para cumplir con Ana de Cleves, en Calais.

## Intento de matrimonio
Cuando Catherine Howard cayó en desgracia, la duquesa y su familia fueron arrestados y encarcelados brevemente en la Torre de Londres. En  1538 y 1546 llegó una petición para que ella se case con Thomas Seymour. El rey dio su aprobación para el partido, pero su hermano, Enrique, conde de Surrey, se opuso firmemente, como la duquesa, y el matrimonio no tuvo lugar. Surrey sugirió entonces que la duquesa debe seducir al anciano rey, su suegro, y convertirse en su amante, a "ejercer tanta influencia en él como Madame d'Etampes ¿Acaso sobre el rey de Francia". La duquesa, indignada, dijo que "cortaran su propia garganta" en lugar de "su consentimiento para tal villanía". Su hermano y su padre fueron detenidos y su hermano ejecutado por traición. Su padre permanecería encarcelado hasta la llegada al trono de María I en 1553, que le liberó debido a que la familia se había mantenido católica.

## Muerte
La duquesa nunca se volvió a casar y su presencia en la corte se redujo poco después de que Enrique VIII muriese en enero de 1547. Ella, sabiendo lo implacable de su familia en el poder, y tal vez no quería estar involucrado en otro escándalo, posiblemente, optó por permanecer fuera, con el fin de vivir una vida tranquila. Ella murió a finales de 1557.

## Ascendencia
|  |                                                 |  |  |  |  |  |  |  |  |  |  |  |  |  |  |  |
|  | 16. Sir Robert Howard                           |  |  |  |  |  |  |  |  |  |  |  |  |  |  |  |
|  |                                                 |  |  |  |  |  |  |  |  |  |  |  |  |  |  |  |
|  |                                                 |  |  |  |  |  |  |  |  |  |  |  |  |  |  |  |
|  | 8. John Howard, I duque de Norfolk              |  |  |  |  |  |  |  |  |  |  |  |  |  |  |  |
|  |                                                 |  |  |  |  |  |  |  |  |  |  |  |  |  |  |  |
|  |                                                 |  |  |  |  |  |  |  |  |  |  |  |  |  |  |  |
|  | 17. Lady Margaret de Mowbray                    |  |  |  |  |  |  |  |  |  |  |  |  |  |  |  |
|  |                                                 |  |  |  |  |  |  |  |  |  |  |  |  |  |  |  |
|  |                                                 |  |  |  |  |  |  |  |  |  |  |  |  |  |  |  |
|  | 4. Thomas Howard, II duque de Norfolk           |  |  |  |  |  |  |  |  |  |  |  |  |  |  |  |
|  |                                                 |  |  |  |  |  |  |  |  |  |  |  |  |  |  |  |
|  |                                                 |  |  |  |  |  |  |  |  |  |  |  |  |  |  |  |
|  | 18. William de Moleyns                          |  |  |  |  |  |  |  |  |  |  |  |  |  |  |  |
|  |                                                 |  |  |  |  |  |  |  |  |  |  |  |  |  |  |  |
|  |                                                 |  |  |  |  |  |  |  |  |  |  |  |  |  |  |  |
|  | 9. Katherine Moleyns                            |  |  |  |  |  |  |  |  |  |  |  |  |  |  |  |
|  |                                                 |  |  |  |  |  |  |  |  |  |  |  |  |  |  |  |
|  |                                                 |  |  |  |  |  |  |  |  |  |  |  |  |  |  |  |
|  | 19. Anne Whalesborough                          |  |  |  |  |  |  |  |  |  |  |  |  |  |  |  |
|  |                                                 |  |  |  |  |  |  |  |  |  |  |  |  |  |  |  |
|  |                                                 |  |  |  |  |  |  |  |  |  |  |  |  |  |  |  |
|  | 2. Thomas Howard, III duque de Norfolk          |  |  |  |  |  |  |  |  |  |  |  |  |  |  |  |
|  |                                                 |  |  |  |  |  |  |  |  |  |  |  |  |  |  |  |
|  |                                                 |  |  |  |  |  |  |  |  |  |  |  |  |  |  |  |
|  | 20. Sir Philip Tilney                           |  |  |  |  |  |  |  |  |  |  |  |  |  |  |  |
|  |                                                 |  |  |  |  |  |  |  |  |  |  |  |  |  |  |  |
|  |                                                 |  |  |  |  |  |  |  |  |  |  |  |  |  |  |  |
|  | 10. Sir Frederick Tilney                        |  |  |  |  |  |  |  |  |  |  |  |  |  |  |  |
|  |                                                 |  |  |  |  |  |  |  |  |  |  |  |  |  |  |  |
|  |                                                 |  |  |  |  |  |  |  |  |  |  |  |  |  |  |  |
|  | 21. Isabel Thorpe                               |  |  |  |  |  |  |  |  |  |  |  |  |  |  |  |
|  |                                                 |  |  |  |  |  |  |  |  |  |  |  |  |  |  |  |
|  |                                                 |  |  |  |  |  |  |  |  |  |  |  |  |  |  |  |
|  | 5. Elizabeth Tilney, condesa de Surrey          |  |  |  |  |  |  |  |  |  |  |  |  |  |  |  |
|  |                                                 |  |  |  |  |  |  |  |  |  |  |  |  |  |  |  |
|  |                                                 |  |  |  |  |  |  |  |  |  |  |  |  |  |  |  |
|  | 22. Sir Laurence Cheney                         |  |  |  |  |  |  |  |  |  |  |  |  |  |  |  |
|  |                                                 |  |  |  |  |  |  |  |  |  |  |  |  |  |  |  |
|  |                                                 |  |  |  |  |  |  |  |  |  |  |  |  |  |  |  |
|  | 11. Elizabeth Cheney, Lady Say                  |  |  |  |  |  |  |  |  |  |  |  |  |  |  |  |
|  |                                                 |  |  |  |  |  |  |  |  |  |  |  |  |  |  |  |
|  |                                                 |  |  |  |  |  |  |  |  |  |  |  |  |  |  |  |
|  | 23. Elizabeth Cockayne                          |  |  |  |  |  |  |  |  |  |  |  |  |  |  |  |
|  |                                                 |  |  |  |  |  |  |  |  |  |  |  |  |  |  |  |
|  |                                                 |  |  |  |  |  |  |  |  |  |  |  |  |  |  |  |
|  | 1. Mary FitzRoy, duquesa de Richmond y Somerset |  |  |  |  |  |  |  |  |  |  |  |  |  |  |  |
|  |                                                 |  |  |  |  |  |  |  |  |  |  |  |  |  |  |  |
|  |                                                 |  |  |  |  |  |  |  |  |  |  |  |  |  |  |  |
|  | 24. Humphrey Stafford, conde de Stafford        |  |  |  |  |  |  |  |  |  |  |  |  |  |  |  |
|  |                                                 |  |  |  |  |  |  |  |  |  |  |  |  |  |  |  |
|  |                                                 |  |  |  |  |  |  |  |  |  |  |  |  |  |  |  |
|  | 12. Henry Stafford, II duque de Buckingham      |  |  |  |  |  |  |  |  |  |  |  |  |  |  |  |
|  |                                                 |  |  |  |  |  |  |  |  |  |  |  |  |  |  |  |
|  |                                                 |  |  |  |  |  |  |  |  |  |  |  |  |  |  |  |
|  | 25. Margaret Beaufort, condesa de Stafford      |  |  |  |  |  |  |  |  |  |  |  |  |  |  |  |
|  |                                                 |  |  |  |  |  |  |  |  |  |  |  |  |  |  |  |
|  |                                                 |  |  |  |  |  |  |  |  |  |  |  |  |  |  |  |
|  | 6. Edward Stafford, III duque de Buckingham     |  |  |  |  |  |  |  |  |  |  |  |  |  |  |  |
|  |                                                 |  |  |  |  |  |  |  |  |  |  |  |  |  |  |  |
|  |                                                 |  |  |  |  |  |  |  |  |  |  |  |  |  |  |  |
|  | 26. Richard Woodville, I conde Rivers           |  |  |  |  |  |  |  |  |  |  |  |  |  |  |  |
|  |                                                 |  |  |  |  |  |  |  |  |  |  |  |  |  |  |  |
|  |                                                 |  |  |  |  |  |  |  |  |  |  |  |  |  |  |  |
|  | 13. Catherine Woodville, duquesa de Buckingham  |  |  |  |  |  |  |  |  |  |  |  |  |  |  |  |
|  |                                                 |  |  |  |  |  |  |  |  |  |  |  |  |  |  |  |
|  |                                                 |  |  |  |  |  |  |  |  |  |  |  |  |  |  |  |
|  | 27. Jacquetta de Luxemburgo                     |  |  |  |  |  |  |  |  |  |  |  |  |  |  |  |
|  |                                                 |  |  |  |  |  |  |  |  |  |  |  |  |  |  |  |
|  |                                                 |  |  |  |  |  |  |  |  |  |  |  |  |  |  |  |
|  | 3. Elizabeth Howard, duquesa de Norfolk         |  |  |  |  |  |  |  |  |  |  |  |  |  |  |  |
|  |                                                 |  |  |  |  |  |  |  |  |  |  |  |  |  |  |  |
|  |                                                 |  |  |  |  |  |  |  |  |  |  |  |  |  |  |  |
|  | 28. Henry Percy, III conde de Northumberland    |  |  |  |  |  |  |  |  |  |  |  |  |  |  |  |
|  |                                                 |  |  |  |  |  |  |  |  |  |  |  |  |  |  |  |
|  |                                                 |  |  |  |  |  |  |  |  |  |  |  |  |  |  |  |
|  | 14. Henry Percy, IV conde de Northumberland     |  |  |  |  |  |  |  |  |  |  |  |  |  |  |  |
|  |                                                 |  |  |  |  |  |  |  |  |  |  |  |  |  |  |  |
|  |                                                 |  |  |  |  |  |  |  |  |  |  |  |  |  |  |  |
|  | 29. Eleanor Percy, Baronesa Poynings            |  |  |  |  |  |  |  |  |  |  |  |  |  |  |  |
|  |                                                 |  |  |  |  |  |  |  |  |  |  |  |  |  |  |  |
|  |                                                 |  |  |  |  |  |  |  |  |  |  |  |  |  |  |  |
|  | 7. Eleanor Percy, duquesa de Buckingham         |  |  |  |  |  |  |  |  |  |  |  |  |  |  |  |
|  |                                                 |  |  |  |  |  |  |  |  |  |  |  |  |  |  |  |
|  |                                                 |  |  |  |  |  |  |  |  |  |  |  |  |  |  |  |
|  | 30. William Herbert, 1st Earl of Pembroke       |  |  |  |  |  |  |  |  |  |  |  |  |  |  |  |
|  |                                                 |  |  |  |  |  |  |  |  |  |  |  |  |  |  |  |
|  |                                                 |  |  |  |  |  |  |  |  |  |  |  |  |  |  |  |
|  | 15. Maud Herbert, condesa de Northumberland     |  |  |  |  |  |  |  |  |  |  |  |  |  |  |  |
|  |                                                 |  |  |  |  |  |  |  |  |  |  |  |  |  |  |  |
|  |                                                 |  |  |  |  |  |  |  |  |  |  |  |  |  |  |  |
|  | 23. Anne Devereaux                              |  |  |  |  |  |  |  |  |  |  |  |  |  |  |  |
|  |                                                 |  |  |  |  |  |  |  |  |  |  |  |  |  |  |  |
|  |                                                 |  |  |  |  |  |  |  |  |  |  |  |  |  |  |  |